# Homohuwelijk in Spanje
Spanje erkent het homohuwelijk sinds 3 juli 2005. In 2004, aan het begin van de achtste legislatuur, voerde de pas verkozen socialistische regering van minister-president José Luis Rodríguez Zapatero van de socialistische arbeiderspartij campagne voor het homohuwelijk, inclusief adoptierecht. Na veel discussie keurde de Cortes Generales op 30 juni 2005 de wet omtrent het homohuwelijk goed. Deze werd gepubliceerd op 2 juli 2005 en bekrachtigd op 3 juli 2005. Spanje was daarmee het derde land, na Nederland en België en 17 dagen voor Canada, dat het huwelijk openstelde.
De bekrachtiging van deze wet kreeg steun van 66% van de bevolking. De Rooms-Katholieke Kerk was echter bijzonder fel gekant tegen wat zij beschouwden als de uitholling van het huwelijk. Andere verenigingen spraken hun bezorgdheid uit over de mogelijkheid van adoptie. Demonstraties voor en tegen de wet vonden plaats in heel Spanje. De conservatieve Partido Popular betwistte het adoptierecht en vocht het aan bij het Constitutioneel Hof.
Ongeveer 4500 holebiparen trouwden in het eerste jaar na de nieuwe huwelijkswet. Kort na aanname van de wet rezen vragen over de juridische status van het huwelijk door niet-Spanjaarden waarvan het land van herkomst het homohuwelijk niet toelaat. Een beslissing van het ministerie van Justitie verklaarde dat de Spaanse wet het homohuwelijk tussen een niet-Spanjaard met een Spaanse burger mogelijk maakt, ongeacht de wetgeving in het thuisland van die partner. Ten minste één partner moet de Spaanse nationaliteit hebben of in het geval van twee niet-Spanjaarden, beiden een permanente verblijfsvergunning hebben.